# フジタ (お笑い芸人)
フジタ（1977年7月21日 - ）は、グレープカンパニー所属のお笑い芸人、文化人。東京都出身。身長170cm。体重75kg。血液型A型。既婚。
自らを「ゲーム芸人」（以前は「ファミコン芸人」）と称しており、現在（2021年7月時点）は3万本以上のゲームソフトを所有している。

## 略歴
- 高校を中退し芸人となるため、16歳でスクールJCAに3期生として途中入学する。養成所の同期にはアンタッチャブル・東京03の豊本明長・かずみんが居たが挫折し、以後約10年間お笑いの世界から遠ざかる。
- その後しばらくはタクシー運転手として働いていた。この頃から、借金をしてゲームを買うことについては「ゲームは出物が大事（売っている間に買わないと、販売終了などで、2度と買えなくなる）。見たら買え。借金してでも買え」を信条としており、ゲーム購入のために重ねた借金が1000万円以上に膨らみ、会社の弁護士に相談して利息分を債務整理した経験をもつ（なお、支払い義務のあった元金1000万円は後に完済済みである）。やがて仕事だけをこなしていく日々に疑問を感じ、脱サラして再び芸人となることを志す。
- 活動を再開した当初は、元レッドクリスマスの藤原大輔と「シビリアンマシーン」や、菅田大（現五分五厘ゴブリン[2]）と「クソゲーコンプレックス」というコンビで活動していた。後者のコンビ時代ではゲームの話を織り込むスタイルの漫才を披露していたが、バカゲーかクソゲーにソフトを振り分ける際などに、拘りや方向性が菅田と合わず、血を流す程の殴り合いになり解散した。
- その後はピン芸人となり、ゲームネタを封印していたが、ゲームレコードGPで共演していた玉袋筋太郎の「なんでそれだけソフトを持っていて、それを生かすプロデュース能力がないんだ。一番好きなことをネタにできなくてどうするんだ！」という言葉に感銘を受け、現在のゲームを扱ったスタイルとなる[3]。
- 活動再開後はフラットファイヴに所属していたが、 2010年7月1日よりグレープカンパニーへ移籍。事務所の先輩である伊達みきおから「2012年はフジタが売れる」と評価され、フジタと一切関係のない番組にもフジタのオリジナルＴシャツを着て出演するなど後押しされる。
- 事務所主催のグレープライブに出演をこなす他、お笑いFZの泉ライブを定期的に開催している。

## 芸風
- ファミコンのゲームをプレイしながら喋りを入れていくスタイルが主流。アクションゲームやシューティングゲーム中心であり、プレイ中は概ね“突っ込んでいく”タイプ。それ故にノーミスクリアを逃してしまう場面も時折見受けられる。
- ピン芸人となってからは、お笑い芸人と文化人のハーフというスタイルで活動を行なっている。自己紹介ギャグを持っているが、すべり芸のようなものでありウケ重視のものではない。

### 持ちネタ
フ〜ジタ、でぇっす。

代表的なネタで、登場時のいわゆる挨拶ギャグである。“フ～ぅジタ”の部分で、相手に手のひらを向けた状態の右手で、右脇腹のあたりから内回しで腹～胸～肩～右脇腹を通るように宙で円を描き、描き終えるあたりで相手に手の甲を向ける。このとき右手は、手刀の形から親指と小指を開いた状態にする（影絵で鳩を作るときの形に似ている）。“でぇっす”の部分で、その手をアゴの手前に持ってくる。尚、この“手刀の形から親指と小指を開いた形”は、フジタの“Ｆ”を表している。
フジフジ

上記の“手刀の形から親指と小指を開いた形”にした右手を、肘を前後させることでアゴの手前から斜め上下に動かす。または、人差し指・中指・薬指の３本を、羽ばたくようにパタパタと内側に動かす。動画等では、登場時にこのフジフジと挨拶ギャグとを合わせて行うことが多い。
マッハフジフジ

上記の“手刀の形から親指と小指を開いた形”にした右手を、右下から左上に高速で往復して動かす。ここで一連のギャグを終了する場合もあれば、「からの〜」と言いさらに、高見山のモノマネ、高橋名人のモノマネ、マッハフジフジが速すぎてゆっくり見える、「はぁい！コントラ！コントラ！」などのギャグをくどくどと続ける場合がある。
フ〜ジフジ〜

マッハフジフジの後に高確率で出すギャグ。両手で上記の手刀の形から親指と小指を開いた形を作り、両腕を開かせながら顔を突き出し寄り目やラリった顔をする。
高橋名人

高橋名人のモノマネを事あるごとに行う。顎をしゃくらせ、少し横にも歪ませた顔マネ状態で「これができるよぅ〜になればぁ〜、スターソルジャー24万点わぁ〜、君のものだど〜」というセリフを口にする。

## 人物

### 生い立ち
東京都下の比較的裕福な家庭に生まれ育つ。両親は再婚同士であり、母はフジタを出産した時点で30代後半だった。12歳上の兄がいるが、異父兄弟であったことから「それはそれで複雑で、やはり上手くいっていなかった」という。
小学校入学の直前に母親がくも膜下出血で急死する。喪失感からフジタが小学校2年生の時、父親は新たな女性に走り、家にほぼ帰らなくなるという孤独な生活を強いられる。相手はフジタの同級生のシングルマザーで、父親は実子のフジタそっちのけでその同級生を愛でるという状況が長年続いた。フジタは当時の心境を、自身の動画チャンネルやインタビューで「その子を刺してもおかしくないような場面が数回あった。でも刺さなかった。刺せなかったというのが正しいのかもしれない。人の道を外れることはできなかった」と語っている。また「（父親の相手の子である）同級生が死ねば父親が自分の元へ帰って来ると考え、包丁まで用意した。でも決行を考えた当日、友人の前で当時誰も攻略できていなかった『スーパーマリオブラザーズ2』をクリアし絶賛されたことで「ゲームをやって人を喜ばせたい」という意識が生まれ、思い留まった」とも述べている。
一方で父親から週に3万円という経済面での援助は受けていた。この金銭でゲームは好きなだけ買える環境だった為、学校から帰って来ては一人暗い部屋でゲームに没頭するという少年時代を過ごす。またこういった家庭環境でありながら、毎日風呂に入り、学校も休まず登校する生活を送っていた。小学校2年生の当初は寂しさが強くファミコンでそれを紛らわす側面も強かったが、小学校4年生頃にはひとりがいいと思うようになり、時折父親が帰宅してもむしろ煩わしかったと述べている。ゲームが得意だったことで学校では男女問わずそれなりの人気があった。小学生時代はあだ名が“魂斗羅”(コントラ)だったことがある。
中学校へ入学すると給食がなくなり、同時に父親が栄養バランスを考慮し金銭の援助を止め、父親の相手の女性がフジタの弁当や食事を作ることになる。しかし彼女への嫌悪感からそれらに一切手を付けなかったという。その為、栄養失調同然の状態に陥った時期もあった。結果、程なくして金銭援助の形に戻っている。相手の女性は後に父親の内縁の妻となり、38年にわたり交際が続いた。この間、父親はこの女性と同級生、同級生の子である孫に至るまで率先して目をかけており、彼らがフジタの実家に入り浸っていたため、長年実家に帰れない状況が続いた。
このような家庭環境で育ったことから、自身を「優しいとは思う。でもやっぱり、性格は歪みに歪んでいる」「人からもらった愛情はない。愛情は全て、ゲームからもらった」と述べている。
2021年より父親の介護の為、実家で同居することとなる。デイサービスや宅配弁当などを利用しながら仕事と介護をこなす生活を送った末、父親は2024年4月8日に他界した。内縁の妻や同級生側が介護しなかった理由については「（父親と内縁の妻側は）お金で繋がっていた。認知症になってお金を渡すこともできなくなって捨てられた感じ。（内縁の妻たちは）葬式にも来なかった」とされる。
フジタ自身は後年、父親が認知症寸前になるまで親子でまともに話したことがなかった旨と共に「親の愛に飢えてるのかもしれない。最後まで親とは接することができなかった。ボケちゃってからちょっとお世話したくらいなんで」と述懐している。一方で父親は認知症へと至る寸前の時期に、実家等の資産はフジタへ相続すると言い残したという。実家は現在、フジタのゲームコレクションの保管庫となっている。

### 結婚に至るまで
- 独身時代には、結婚願望はあると述べており、以下のような婚活を行っていた。
  - 2020年11月21日、自身のYouTubeチャンネルにて18歳〜30歳の女性との結婚を希望すると公言したところ、「不相応だ」「奥さんまでランクAを希望する男」という批判が殺到する。しかしながら、3人の女性から連絡があった。特に北海道在住の当時29歳の女性とは通話をするなど、半年以上に渡ってやり取りを重ね、やがてこの女性に会うべく北海道へ赴くこととなった。早朝の羽田空港にて「飛行機にもフジフジフジフジ〜」と奇声を発するといった様子を見せていた。
  - だが北海道到着後フジタは、その女性から数日前に「具合が悪くなったため会うことができない」と連絡を受けていたと明かした。そのため、フジタは北海道の駿河屋とハードオフにひとりで訪店した。北海道の女性との関係はこれで終了している。
  - 2021年9月19日の生配信では、婚活第2弾を実施することがフジタ本人より公表された。「結婚相談所編」と題した第2弾は、結婚相談所を利用して短期の成婚を目指すという内容だった。数人の女性と交際を続けたものの、ある女性を自身の部屋に招いたらその後は音信不通になったというエピソードがある。
- 2023年9月24日放送の「ザ・ノンフィクション」において、交際中の31歳女性が妊娠中であることが公開された。
  - その女性と同年11月22日に入籍した[8]。
  - 2024年春、第1子となる女児が生まれた。
  - 2025年4月20日放送の「ザ・ノンフィクション」において、妻子と別居中であることが明かされた。

### ゲーム関連
- 本人いわく、A型で几帳面な性格。ゲームもピンセットを使って開封するほどであり、自身の部屋の現状であるゲームの縦積みなどは本来は不本意であるという。
- レトロゲームを購入する様子をたびたび自身のYouTubeチャンネルで公開している。
  - 一般人は「持っていないから買う」「プレイしたいから買う」という動機で購入するが、フジタの場合は、状態を吟味した上で「安いっちゃ安い」「いくつあっても困らない」などといった理由で購入する。主観的な価値を排除し、ソフトの状態と価格のみを基準とした目線で、ゲームソフトのみに留まらず周辺機器まで購入する。また、ネット通販で購入も多く、買ったものが届いてもすぐには開封しない。開封する際には何を買ったか忘れており、自身が驚くこともしばしばある。
- 大量のゲームの保管のため、部屋を3件借りている。2DKのマンションを本拠地とし、それ以外にワンルームの物件を2件借りている。本人曰く、ゲーム保管用として年間500万円以上を費やしているとのこと。2023年現在、全物件の家賃に月30万円を費やしている[4]。2025年現在、ワンルームの物件2件は解約し、父親(故人)が住んでいた家にゲームソフトを移した。
- 最終的な目標は、展示・(主に中古品の)販売・イベントのスペースを擁した“家庭用ゲームの博物館”を建て、館長として運営していくことである。ある社長にざっと見積もってもらったところ、約1億円かかると告げられたという。これに対して、駄菓子屋ゲーム博物館館長の岸昭仁から、「ジャンルやコンセプト的に、誰かに先にやられたら終わり。最初から1億かける必要はないから、小さくても、早く始めた方がいい」とアドバイスを受けた。
- ゲームをプレイするお笑い芸人のイメージが、自身よりフジテレビONEで放送されているゲーム番組『ゲームセンターCX』に出演しているよゐこの有野晋哉の方が強いことにライバル心を抱いている。ちなみに、有野とは『雨上がり決死隊のトーク番組アメトーーク!』で共演経験がある。
- 事務所の作家、動画のディレクター、コラボ相手、ファンなどからは「言い訳が多い」と言われている。
- 同じ物を何個も買う。お得に買うということに快感を覚える、クレジットカードを何枚も作りショッピング枠を残預金のように捉える、買った物には執着せず部屋に放置する、といった傾向がある。ゲームの保存体制が良くないという批判もあり、Amazonの関連書籍のレビュー欄でもしばしば指摘される。

### 交友関係
- KICK THE CAN CREWのMCUや河相我聞、プロレスラーの男色ディーノとの親交が深く、同じゲーム愛好家でもある男色ディーノとはニコニコ生放送の「アーケードアーカイバー」で共演することも多い。
- 「おじさん」という無二の親友がいる。フジタのYouTube配信にも登場する事があり、イベント等の手伝いもしている身内的存在である。長年の付き合いであり、「おじさん」が30歳にして初めてアーモンドチョコを食べた瞬間を目撃したと豪語している。とあるライブ配信に「おじさん」が出演したところ視聴者から「見た目が無職っぽい」と指摘された事をフジタは気に入り、以降は「無職のおじさん」と紹介している。

## 主な出演番組

### テレビ
- ゲームレコードGP （MONDO21）
- 伝説のクソゲー大決戦 （MONDO21、2008年11月9日）
- 新・伝説のクソゲー大決戦 （MONDO21、2009年11月 - 2010年4月）
- イツザイS 「インディーズ芸人オーディション」 （テレビ東京、2010年6月20日）
- おぎやはぎ小木のナツハチ党!〜80’sの愛し方〜（ファミリー劇場、2011年12月10日)
- ゲーム秘宝堂 （TVQ九州放送、2012年3月23日）
- ザキヤマの新説！あざ～っす！マニュアル（テレビ東京、2012年4月11日）
- サタネプ☆ベストテンSP 芸能人1000人が選んだ私のイチオシ若手芸人（TBS、2012年9月1日）
- お金がなくても幸せライフ がんばれプアーズ!（テレビ東京、2012年10月19日）
- ナマイキ！あらびき団
  - #7（CS TBSチャンネル2、2012年12月8日）
    - #7での初登場では、東野に絶賛される。定期的に来て欲しいと言われ、あらびき団にコンスタントに出演するようになる。

  - #12（CS TBSチャンネル2、2013年1月12日）
    - #12では、東野がフジタのイベントを見に行きたい、出待ちをしたいと言っていた。

  - #21（CS TBSチャンネル2、2013年3月23日）
    - #21では、ゲスト間寛平にもゲームの上手さをほめられる。

  - #30（CS TBSチャンネル2、2013年5月25日）
    - #30では、小籔千豊にも絶賛される。番組説明にもこのように記載されていた。

  - #36（CS TBSチャンネル2、2013年7月20日）
    - #36では、河本準一にも絶賛される。番組説明にもイチオシパフォーマーとしてこのように記載されていた。あらびき団の希望になりつつあると書かれていたが、「あら-グランプリ」では予選敗退。

  - #51（CS TBSチャンネル2、2013年11月21日）
  - #54（CS TBSチャンネル2、2013年12月12日）
- ダウンタウンのガキの使いやあらへんで!!（日本テレビ、2013年5月26日）
- お願い!ランキング（テレビ朝日、2013年5月14日、2013年5月21日、2013年6月4日、2013年6月18日）
- ゲームアーカイバー（NOTTV、2013年10月3日－2013年3月27日）
- それゆけ!ゲームパンサー!（日本テレビ、2013年11月14日）
- 東京ダイナマイトの素晴らしいTV（テレビ埼玉、2013年11月26日）
- ○○万円あったら××できるでしょ？（CSテレ朝チャンネル1、2014年7月13日）
- ドラえもん知識王No.1決定戦!ワイルドカード出演者は誰だ!?超ガチンコ予選SP（テレビ朝日、2014年7月26日）
- ゲームをするので帰ります。（NOTTV、2014年8月6日 - ）レギュラー出演
- 最近どう?みんなタクシーのってる? #10（千葉テレビ、2014年9月18日）
- 雨上がり決死隊のトーク番組アメトーーク!（テレビ朝日、2015年6月25日）
- ザ・ノンフィクション
  - 「あの日 僕を捨てた父は  ～孤独な芸人の悲しき人生～」（フジテレビ、2022年10月23日、2022年10月30日）
  - 「あの日 僕を捨てた父は  ～孤独な芸人の悲しき人生～」特別編（BSフジ、2023年3月12日）
  - 「あの日 僕を捨てた父は2 ～孤独な芸人と家族の再生～」（フジテレビ、2023年9月17日、2023年9月24日）
  - 「あの日 僕を捨てた父は2 ～孤独な芸人と家族の再生～」特別編（BSフジ、2024年5月12日）
  - 「あの日 僕を捨てた父は3 ～ようやく家族になれたのに～」（フジテレビ、2025年4月20日）

### ラジオ
- HELLO WORLD（J-WAVE、2013年7月15日）

ファミコン30周年企画。DJ TAROと、超マイナーゲームと評される『ソードM5 (コンピュータ)』について語っていた。

### インターネット放送
- ゲームセンターフジタ（アキバ系BBチャンネル、現在休止中）
- ファミコン芸人フジタのファミタイム!（ニコニコ生放送、現在休止中）
- Theかれー王とフジタのゲームがいっぱい!ネット放送Ver（ニコニコ生放送、現在休止中）
- フジタのふーふーしちゃダメよ（DMMライブトーク）
- フジタのふーふーしちゃダメよLite（ニコニコ生放送）
- 高橋名人の16 SHOT TV（ニコニコ生放送、2013年8月22日）
- YouTubeゴー☆ジャス動画@GameMarket（2014年8月5日）
- ゲームライフチャンネル、ファミコン芸人フジタのゲームライフ（仮）（2014年5月2日 - ）
- アーケードアーカイバー（2015年10月30日[9] - 、YouTube・ニコニコ生放送 ハムスター公式チャンネル） - アーケードアーカイブスを紹介・プレイする放送。ほぼ週一レギュラー。
- GetNavi チャンネル（YouTube、2014年11月23日 - 2024年9月30日） - 現行ゲーム機で入手可能なレトロゲームの、難度が高い課題に挑む企画「ゲーム芸人フジタの挑戦」を担当。合計112回を数える長寿企画となった。紹介したファミコンタイトルが書籍「ぼくらのファミコン The Vintage」にまとめられている。
- カンニング竹山の土曜The NIGHT（AbemaTV、2018年8月4日）[5]
- FRIDAYデジタル（現・ゲームダイバー byFRIDAYデジタル）チャンネル（YouTube、2021年7月4日 - 2023年5月26日） - ゲームソフト紹介、ファミコン全タイトル収集などの企画をこなす番組。好評を博しチャンネル名を乗っ取るまでに成長した。2023年5月26日で番組終了。ファミコンカセットコンプリート企画は全1050本中715本で未完となったが、続きはフジタの個人チャンネルで引き継がれる予定。
- 2分59秒（AbemaTV、2022年9月7日）
- ファイアード刑事（オミプロ、2025年5月配信） - 本人役

### ポッドキャスト
- フジタのイイから聴こうよ

### 雑誌
- GAME SIDE 2008年 12月号
- BLACK BOX 増刊 BLACKBOX MAX 2010年 10月号
- ドカント 2010年10月号
- お笑いハイブリッド!! Vol.4
- men’s eggオレ部屋DX Vol.1
- 週刊プレイボーイNo.18・19、5月13日号　2013年4月24日、集英社
- エキサイティングマックス8月号　2013年6月26日、ぶんか社
- ENTAME エンタメ9月号　2013年7月30日、徳間書店
- 週刊プレイボーイ10月14日号　2013年9月30日発売、集英社
- 週刊ファミ通12月19日号　2013年11月28日発売、KADOKAWA
- グッとくる昭和ホビー別冊GoodsPress　2014年10月2日発売、徳間書店
- GetNavi「レベル40でもゲームしたい! 」2P連載、学研パブリッシング

### ウェブマガジン
- Magalry（GREE、2013年8月16日 - 2014年1月31日）

### ゲーム
- 燃えよ相方!（Megg iPhone・Androidアプリ、2013年7月5日）

### イベント
- フジタ単独ライブ フジタの挑戦状（なかの芸能小劇場、2010年5月22日）
- 東京音協 創立50周年記念イベント「ゲームミュージックトリビュートライブ」（渋谷公会堂、2013年8月2日・3日）
- フジタミュージアム（阿佐ヶ谷ゲームライフ店舗、2014年6月4日 - 21日）
- トランスフォーマー博（パシフィコ横浜、2014年8月10日）
- アーケードアーカイブス 10周年記念イベント（二子玉川ライズホール、2024年5月18日）
- フジタ単独ライブ2024 フジタの挑戦状～まじ！（有楽町よみうりホール、2024年12月28日）
- アーケードアーカイブス 11周年記念イベント（玉川せせらぎホール、2025年5月24日）

## 著書
- I'mファミコン芸人Vol.1～ゲームソフト20000本所有の男!～（2014年12月23日同時発売、ごきげんビジネス出版）
- I'mファミコン文化人Vol.2～2LDK+倉庫5箇所、生活スペースは一畳未満!（2014年12月23日同時発売、ごきげんビジネス出版）
- ファミコンに育てられた男（2018年6月22日、双葉社、ISBN 978-4575313673）
- ぼくらのファミコン The Vintage（2021年12月20日、ワン・パブリッシング、ISBN 978-4651201757）
- 漫画版　ファミコンに育てられた男 (監修、脚本・作画：絶牙)（2022年12月22日、双葉社、ISBN 978-4575317695）